# 華爾功成烈
華爾功成烈（藏語：དཔལ་ལྡན་འཕྲིན་ལས་，威利转写：dpal mgon vphrin las；1915年—1966年10月17日），全名麥桑·華爾功成烈然布丹，四川省阿坝縣人，是阿壩地區的大土司中阿壩墨倉寨土千戶的第十四代土官，曾任第一屆國民大會代表、第一、二、三屆全國人民代表大會代表。文化大革命初期自殺身亡。

## 早年經歷
華爾功成烈生父是鄰近的克枯部頭人索郎旦真，父親楊俊札西，原是上果洛（今青海省果洛藏族自治州，與阿壩毗鄰）洛木巴—木爾代桑人。因麥桑老土官甲丹蚌死後乏嗣，孤女華爾諾特招其為婿，而承襲麥桑土官位，母親華爾精朵絨措。
華爾功成烈自幼好學。由經師恒措(格爾登寺院堪布)教授藏文、佛經，博覽經史，通曉藏族文化，見多識廣，懂一般漢語。，麥桑土官世襲，本來甘南夏河拉卜楞寺為了擴大勢力；曾通過班禪打卦，幾次要華爾功成烈作為轉世活佛，去拉卜楞寺「坐床」，但華的父親楊俊札西以土官職位為重而謝絕。
民國20年（1931年），華爾功臣烈16歲時，娶馬爾康一帶絨溝(絨貢)老土官楊石之女札西卓瑪為妻。所以四土地區勢力較強大的土官索觀瀛（卓克基長官司，也是四川省邊疆民族選出之第一屆國民大會代表）成了華家的舅舅。
民國21年（1932年），其父因病退位,十七歲的華爾功成烈襲職，為麥桑第十四代土官(官寨設於今阿壩縣中阿壩鐵窮材)。

## 統治麥桑
華爾功成烈因被班禪大師打卦定為轉世活佛，於是迅速成為世俗的和宗教的農奴主。他下令大力祟佛，將原來18所寺院增為27所，僅官寨所在的格爾登寺和色格寺憎人即達2000餘人，占當地男丁總數之半。
華爾功成烈為人謹慎，精明幹練。他襲位後，首先分析形勢，認為當今黑髮人的天下（指全中國），土官制度名亡實存，軍閥割據猶在。「貢馬桑」（國民政府）遠在南京，鞭長莫及，川軍處於黃勝關內，山高路險，難越草地一步。甘青兩側，馬步芳十萬之眾，是阿壩最大的威脅。為生存計，必須承認現實，服從中央統一，接受委任官職，經濟上也需打開大門，迎接各族商旅，使本區土特產品大價暢銷，而所需之布匹茶葉、鋼鐵器皿、武器彈藥亦能源源運入，繁榮雪山草地。華爾功成烈登位第一道號令是徵集上等黑馬三十匹，親率近二百土兵送至西寧，獻給馬家司令，表示拴頭納貢的誠意。民國24年(1935年)6月，馬步芳委任麥桑土官華爾功成烈為「西北剿匪第一路第五縱隊麥桑支隊司令」
中國工農紅軍长征途中第一次北上經過阿壩時，1935年和1936年夏，華爾功臣烈派兵多次阻擊北上紅軍，並發生戰鬥。
華爾功成烈長期與各届内地政府保持良好關係，歷任「中國國民黨阿壩分部書記」、「中國國民黨邊區特別黨部執行委員」、麥桑設治局局長、阿壩保安司令等職。民國36年(1947年)，中华民国行憲，當選四川省藏民選出之第一屆國民大會代表。
民國37年(1948年)，華爾功成烈與黑水大頭人蘇永和發生大規模械鬥，延續較久，麥桑大王名聲大震，勢力大增，到1950年華爾功成烈直接支配的有：下阿壩各部落，安鬥八寨，上阿壩六寨，果洛州的麥瑪部落(轄四寨)，賈格部落，麥昆部落(轄四寨)等。大小各教派寺廟二十七個。人稱華家：「外有萬戶，內有千戶，基本百姓(指農奴)有百戶」。
華爾功成烈重視發展商業，努力保護外地商人來往。通過嚴刑峻法，治安穩定，阿壩官寨之旁，迅速出現了一座嶄新的集市—「崇拉」(市場)。據1950年代初期統計，回漢商人『(包括行商、坐商及攤販)發展到三百餘戶(而1929年前僅20餘戶』。加強了市場的保護管理，指定範圍修建房屋，拓展街巷，對商品實行按值征稅，馬茶每30包徵收1包，布匹一馱徵收銀元5元，雜貨一馱徵收銀元2元，磚茶一馱徵收其中三片，過境貨物每馱徵收銀元1元，每戶坐商按月交納地皮稅。市場交易十分活躍，每日上市近千人，成交額上萬元，牲畜交換日逾百頭，極盛時節，日成交額達到5萬銀元。除百貨暢銷外，還開始有了飲食服務、屠宰、鋼鐵器皿、金銀飾品、皮革加工、修理槍枝等行業，甚至還製造土手榴彈供應華之士兵。也公開出現了販賣煙毒、武器彈藥，以至賣淫活動，華之收入激增。「崇拉」在川甘青邊境三角地帶發生了極大的影響，成為當地近代的第一座草地新城鎮。
華爾功成烈襲土官位後，從長計議，在松潘札下腳跟。松潘是阿壩的東方門戶(阿壩稱松潘人為「東方人」)，在千百年來的茶馬互市中，松潘是阿壩的經濟生命線。但由於種種原因，這條線時斷時續，大門時關時開，難以穩定發展。為了對外擴張，華決心敞開大門，廣結人才。他先派了一位博學廣聞、精通藏漢文的回商充當代表，常駐松潘，並和四川省府、廿八軍取得聯繫，又派了四大商業管家（藏語為「吉哇」）專事長途經營，投資銀幣達到15萬至20萬元。他對商業的管理方法非常簡單，只要求每三年本利加翻，每年回收三分之一，具體盈虧毫不過問，讓「吉哇」們隨心所欲，包乾到底。
為了增加貨幣資金，加速資本積累，華爾功成烈除了在牧區按戶每年收取一天生產的全部奶品外，在半農半牧區還按五個等級徵收貢賦，高者每戶75元，低者每戶15元，他每年的總收入可達70萬銀元；加上官寨自身經營的上千牛羊，千餘畝土地，二十名女農奴和十多名男農奴(部落百姓輪流提供)的勞役地租，使他成為川西北草地最大的封建農奴主。
民國38年(1949年)底，隨著甘南藏族領袖人物黃正清等土司頭人投誠中國人民解放軍，華爾功成烈一方面派入去蘭州見彭德懷司令員，請求和平解放，從而獲得了中國人民解放軍阿壩藏族人民保安司令的職務。另一方面又接受了馬步芳的饋贈，掩護其副軍長馬元祥及部分官兵。委任他擔任四土阿壩綽斯甲臨時軍政委員會副主任，他接受職務又拒絕到職。民國39年（1950年），被委任為川甘邊區少將守備司令。

## 中共建政之後
1951年8月，中共茂縣專區行署專員張向善進駐阿壩時，與麥桑土官達成“和平解放協議”，他禁止懸掛五星紅旗和張貼中共領袖像。1951年9月，華爾功臣烈當選為四土、阿壩、綽斯甲臨時軍政委員會副主席，兼阿壩藏族自治區(縣)人民政府主席。
1952年，中國人民解放軍進入黑水，蘇永和對抗，華採取觀望態度，按兵不動。9月黑水戰役後，他掩護四川省第十六區專員何本初等。1953年4月，同意解放軍進駐阿壩；5月下旬在解放軍軍事壓力下，交出了周迅予、何本初、王旭夫三人。
1953年，他接受了政府的邀請，親自到成都、重慶、上海、北京參觀訪問。這也是他一生中第一次離開草地、進入漢區。8月，隨第三屆中央慰問團赴朝鮮慰問中國人民志願軍，親自到抗美援朝前沿陣地慰問戰鬥在異國土地上的中國人民志願軍將士,，9月抵北京，並參加國慶觀禮。1954年8月，當選為阿壩(縣)人民政府主席。9月當選為全國人大代表，參加首屆全國人民代表大會，並當選為第一屆全國人大民族委员会委員。
1955年4月21日，第一屆國務院第九次全體會議任命華爾功臣烈為四川省民族事務委員會副主任。華爾功成烈歷任西康省藏族自治區副主席、四土阿壩綽斯甲臨時軍政委員會副主任兼阿壩辦事處主任，阿壩藏族自治州副州長，阿壩州人民委員會委員，四川省民族事務委員會副主任，四川省人民政府政法委員會副主任，中华人民共和国民族事務委員會委員，國務院三省邊境工作團副團長，第一、二、三屆四川省人民代表大會代表，第一至三屆全國人民代表大會代表，四川省政協副主席等職。
1958年，中共在藏區開始稱爲“民主改革”的制度改革，其中包括改革土司的政治和軍事管轄權。他提出「繳槍可以，能否保留原制度；原制度若不保留，上層人土能否安全過關，請求不要面對面的鬥爭」，交出長短槍五千多支和價值數萬元的各類物資。
1959年7月，當選為第二屆四川省政協副主席；1963年9月再次當選為第三屆省政協副主席。1965年1月作為第三屆全國人民代表大會代表當選為第三屆全國人大民委委員。

## 文革和去世
「文革」初，1966年，華爾功成烈妻子札西卓瑪被「審查」而自盡，他悲痛欲絕，沿河尋屍三日無著，於10月17日從威州打索橋（汶川大橋 ）上跳進了波濤洶湧的岷江，終年五十一歲。1979年1月27日，中共四川省委、阿壩州補開了追悼會，並通知在新疆工作的女兒華玉琴來州參加，發給撫卹金；全部退還了華的存款和其他財物。

## 華爾功成烈官寨
華爾功成烈官寨，民國後期川西北草地世襲土千戶之職的墨顙大土官華爾功成烈官寨。位於四川省阿壩縣洼爾瑪鄉境內。為土木結構4層平頂建築，坐北向南，平面呈「回」字形佈局，佔地面積2680平方米。正面及左右兩側為二樓一底，通高9.7米，後部為三樓一底，通高12.6米。以夯土築牆，厚2米，天井一周各層均設置迴廊，後部四層為望樓，作瞭望之用。內部為梁架穿透結構，柱、訪均有精美浮雕圖案裝飾，未施油彩，保持木質本色。年久失修，現後部三層、四層已垮塌，餘皆有不同程度塌陷。現已被阿壩州人民政府列為州級文物保護單位。 

## 傳記和文學作品
1987年， 四川人民出版社出版了由歐爾孝口述、葛志遠整理的《華爾功臣烈傳》，並揉合達爾基《華爾功臣烈》一稿中的個別段落。
美國記者芭芭拉·德米克2020年出版的紀實文學作品《噬佛》中，依據華爾功成烈女兒的回憶對其經歷有大量敘述。

### 引用
1. 1 2 3 4  「剛柔相輔、探明大義--記草地藏族領袖華爾功成烈」，都愛國，四川省政協文史資料委員會編.《四川文史資料集粹》（第5卷民族宗教華僑編）.四川人民出版社,1996.12. 第152-166頁
2. ↑  「行憲國大代表名單」，《內政統計月報》，內政部統計處 編印，民國37年7、8、9期合訂本
3. 1 2 3 4 5 6 7  「華爾功臣烈傳」,昂堂 總編；阿壩縣地方誌編纂委員會 編.《阿壩縣誌》. 民族出版社, 1993. 第666-668頁.